# Miks Indrašis
Miks Indrašis (* 30. září 1990 Riga) je  lotyšský lední hokejista. Měří 191 cm a váží 85 kg, nastupuje nejčastěji na pozici pravého křídelního útočníka.

## Začátky
Začínal v klubu HK Liepājas Metalurgs, pak hrál za SK LSPA Riga a za juniorku Dinama Riga, s níž se stal v roce 2010 mistrem Lotyšska. Od roku 2011 hrál za Dinamo Riga Kontinentální hokejovou ligu a v roce 2013 v jeho dresu získal Pohár naděje pro kluby, které nepostoupily do playoff KHL. Byl také testován kluby Chicago Blackhawks a Vancouver Canucks, smlouvu v National Hockey League však nedostal. 

## Klubová kariéra
Ve třech ročnících KHL byl nejlepším střelcem Dinama Riga a v roce 2018 byl nominován k Utkání hvězd KHL. Pak odešel do HK Dynamo Moskva, kde působil dva roky a na sezónu 2020/21 se vrátil do Dinama Riga. V sezóně 2021/22 hrál za HK Viťaz Moskevská oblast, Admiral Vladivostok a za švýcarský klub EHC Biel. Po ruské invazi na Ukrajinu byl obviněn z podpisu smlouvy se Spartakem Moskva a hrozilo mu vyřazení z lotyšského národního týmu, avšak tyto zprávy popřel a sezónu 2022/23 strávil v německé bundeslize v týmu Schwenninger Wild Wing. Pak přestoupil do Brynäs IF, jemuž pomohl k vítězství v HockeyAllsvenskan a návratu do švédské nejvyšší soutěže.

## Reprezentační kariéra
V roce 2008 byl vyhlášen nejlepším útočníkem Mistrovství světa v ledním hokeji do 18 let Divize I. Reprezentoval Lotyšsko na mistrovství světa juniorů v ledním hokeji 2010, kde jeho tým obsadil deváté místo. Za lotyšskou hokejovou reprezentaci hraje od roku 2012. Startoval na deseti světových šampionátech i na olympijských hrách 2014 (8. místo) a 2022 (11. místo). Byl členem týmu, který pro Lotyšsko vybojoval historickou bronzovou medaili na domácím mistrovství světa v ledním hokeji 2023. Na tomto turnaji Indrašis zaznamenal dvě branky a čtyři asistence.